# Kgalagadi (distrito)
Kgalagadi é um dos dez distritos rurais de Botswana. Sua capital é a cidade de Tshabong e possuía uma população estimada de 50 792 habitantes em 2011.